# Liste de colas alternatifs
 (septembre 2021).
Outre Coca-Cola et Pepsi Cola, il existe dans différents pays divers autres colas nommés colas alternatifs. Ils offrent une alternative aux deux marques les plus connues.
| Continent | Pays                      | Subdivision                 | Cola alternatif                                | Commentaire                            |
| --------- | ------------------------- | --------------------------- | ---------------------------------------------- | -------------------------------------- |
| Europe    | Allemagne                 |                             | Afri-Cola                                      |                                        |
| Europe    | Allemagne                 | Club Cola                   |                                                |                                        |
| Europe    | Allemagne                 | Fritz Kola                  |                                                |                                        |
| Europe    | Allemagne                 | Gletscher Cola              |                                                |                                        |
| Europe    | Allemagne                 | Hermann Kola                |                                                |                                        |
| Europe    | Allemagne                 | Premium Cola                |                                                |                                        |
| Europe    | Allemagne                 | Sinalco                     |                                                |                                        |
| Europe    | Allemagne                 | Vita-Cola                   |                                                |                                        |
| Europe    | Allemagne                 | Zelal Cola[réf. nécessaire] |                                                |                                        |
| Europe    | Autriche                  |                             | Diezano Cola                                   |                                        |
| Europe    | Belgique                  |                             | Roman Cola                                     |                                        |
| Europe    | Belgique                  | Pales Cola                  |                                                |                                        |
| Europe    | Danemark                  |                             | Jolly Cola                                     |                                        |
| Europe    | Finlande                  |                             | Olvi Cola                                      |                                        |
| Europe    | Finlande                  | Rio Cola                    |                                                |                                        |
| Europe    | France                    | Nouvelle-Aquitaine          | Biarnés Cola (Béarn)                           |                                        |
| Europe    | France                    | Nouvelle-Aquitaine          | Ehka cola (Pays basque)                        |                                        |
| Europe    | France                    | Nouvelle-Aquitaine          | Euskal Kola (Pays basque)                      |                                        |
| Europe    | France                    | Nouvelle-Aquitaine          | Euskola (Pays basque)                          |                                        |
| Europe    | France                    | Nouvelle-Aquitaine          | Landes Cola                                    |                                        |
| Europe    | France                    | Nouvelle-Aquitaine          | Sowest Cola                                    |                                        |
| Europe    | France                    | Nouvelle-Aquitaine          | Poitou Cola (Poitou)                           |                                        |
| Europe    | France                    | Nouvelle-Aquitaine          | Oléron Cola (île d'Oléron / Charente-Maritime) |                                        |
| Europe    | France                    | Provence-Alpes-Côte d'Azur  | Arab Cola (Nice)                               | à destination de la communauté arabe   |
| Europe    | France                    | Provence-Alpes-Côte d'Azur  | Fada Cola (Marseille)                          |                                        |
| Europe    | France                    | Provence-Alpes-Côte d'Azur  | Provença Cola (Provence)                       |                                        |
| Europe    | France                    | Provence-Alpes-Côte d'Azur  | Riviera cola (Côte d'Azur)                     |                                        |
| Europe    | France                    | Provence-Alpes-Côte d'Azur  | Russia Cola (Nice)                             |                                        |
| Europe    | France                    | Corse                       | Corsica Cola (Corse)                           |                                        |
| Europe    | France                    | Auvergne Rhône-Alpes        | Auvergnat Cola                                 |                                        |
| Europe    | France                    | Auvergne Rhône-Alpes        | Bougnat Cola                                   |                                        |
| Europe    | France                    | Auvergne Rhône-Alpes        | Alpa Cola/Alpen Cola                           |                                        |
| Europe    | France                    | Auvergne Rhône-Alpes        | Alp'Cola                                       |                                        |
| Europe    | France                    | Auvergne Rhône-Alpes        | Montania Cola                                  |                                        |
| Europe    | France                    | Auvergne Rhône-Alpes        | Super bulle Cola (Isère)                       |                                        |
| Europe    | France                    | Auvergne Rhône-Alpes        | Yaute Cola (Alpes)                             |                                        |
| Europe    | France                    | Occitanie                   | Alter Cola (Pays Catalan)                      |                                        |
| Europe    | France                    | Occitanie                   | Cola Occitan (Hérault)                         |                                        |
| Europe    | France                    | Occitanie                   | Cola'rdèche                                    |                                        |
| Europe    | France                    | Occitanie                   | Cola by Tarn (Tarn)                            |                                        |
| Europe    | France                    | Occitanie                   | Colt Cola (Aveyron)                            |                                        |
| Europe    | France                    | Haut-de-France              | Chtilà Cola                                    |                                        |
| Europe    | France                    | Pays de la Loire            | Anjou Cola (Maine-et-Loire)                    |                                        |
| Europe    | France                    | Pays de la Loire            | Britt Cola (Maine-et-Loire)                    |                                        |
| Europe    | France                    | Pays de la Loire            | Loire Cola                                     |                                        |
| Europe    | France                    | Pays de la Loire            | Vendée Cola (Maine-et-Loire)                   |                                        |
| Europe    | France                    | Bretagne                    | Beuk Cola (Bretagne)                           |                                        |
| Europe    | France                    | Bretagne                    | Breizh Cola (Bretagne)                         |                                        |
| Europe    | France                    | Normandie                   | Meuh Cola (Manche)                             |                                        |
| Europe    | France                    | Grand Est                   | Draft Cola (Vosges)                            |                                        |
| Europe    | France                    | Grand Est                   | Elsass Cola (Alsace)                           |                                        |
| Europe    | France                    | Grand Est                   | Lorraine Cola (Lorraine)                       | possède une déclinaison à la mirabelle |
| Europe    | France                    | Grand Est                   | Mad Cola (Vosges)                              |                                        |
| Europe    | France                    | Grand Est                   | Royal Cola (Vosges)                            |                                        |
| Europe    | France                    | Grand Est                   | Vosges Cola                                    |                                        |
| Europe    | France                    | Bourgogne-Franche-Comte     | Mortuacienne (Franche-Comté),                  |                                        |
| Europe    | France                    | Île-de-France               | Imazighen Cola (Paris)                         | à destination de la communauté Berbère |
| Europe    | France                    | Île-de-France               | Paris Cola                                     |                                        |
| Europe    | France                    | Île-de-France               | Parigo Cola                                    |                                        |
| Europe    | France                    | Île-de-France               | Vexin Cola (Val-d'Oise)                        |                                        |
| Europe    | France                    | Centre-Val de Loire         | Beauce Cola (Eure-et-Loir)                     |                                        |
| Europe    | France                    | Centre-Val de Loire         | Berry Cola (Indre)                             |                                        |
| Europe    | France                    | Centre-Val de Loire         | Liger Cola (Val de Loire)                      |                                        |
| Europe    | France                    | Centre-Val de Loire         | Loère Cola (Touraine)                          |                                        |
| Europe    | Grande-Bretagne           |                             | Alba Cola                                      |                                        |
| Europe    | Grande-Bretagne           | Barr Cola                   |                                                |                                        |
| Europe    | Grande-Bretagne           | Evoca Cola                  |                                                |                                        |
| Europe    | Grande-Bretagne           | Fentimans Curiosity Cola    |                                                |                                        |
| Europe    | Grande-Bretagne           | Qibla Cola                  |                                                |                                        |
| Europe    | Grande-Bretagne           | Red Cola                    |                                                |                                        |
| Europe    | Grande-Bretagne           | Rola Cola                   |                                                |                                        |
| Europe    | Grande-Bretagne           | Ubuntu Cola                 |                                                |                                        |
| Europe    | Grande-Bretagne           | Virgin Cola                 |                                                |                                        |
| Europe    | Irlande                   |                             | Cavan Cola                                     |                                        |
| Europe    | Italie                    |                             | Mole Cola                                      |                                        |
| Europe    | Pologne                   |                             | Hoop Cola                                      |                                        |
| Europe    | Pologne                   | Polo Cockta                 |                                                |                                        |
| Europe    | Pologne                   | Maxer Cola                  |                                                |                                        |
| Europe    | Russie                    |                             | Baïkal                                         |                                        |
| Europe    | Slovaquie                 |                             | Kofola                                         |                                        |
| Europe    | Slovénie                  |                             | Cockta                                         |                                        |
| Europe    | Suède                     |                             | Cuba Cola                                      |                                        |
| Europe    | Suède                     | M.A.C. Black Cola           |                                                |                                        |
| Europe    | Suède                     | Kitty Kola                  |                                                |                                        |
| Europe    | Suisse                    |                             | Baerg Goggi                                    |                                        |
| Europe    | Suisse                    | Goba Cola                   |                                                |                                        |
| Europe    | Suisse                    | Gretchen Cola               |                                                |                                        |
| Europe    | Suisse                    |                             |                                                |                                        |
| Europe    | Suisse                    | Vivi Kola                   |                                                |                                        |
| Europe    | Tchéquie                  |                             | Kofola                                         |                                        |
| Asie      | Bangladesh                |                             | Maxx Cola                                      |                                        |
| Asie      | Bangladesh                | Mojo                        |                                                |                                        |
| Asie      | Bangladesh                | Uro Cola                    |                                                |                                        |
| Asie      | Myanmar                   |                             | Star Cola                                      |                                        |
| Asie      | Cambodge                  |                             | Ize Cola                                       |                                        |
| Asie      | Chine                     |                             | China Cola                                     |                                        |
| Asie      | Chine                     | Laoshan Cola,               |                                                |                                        |
| Asie      | Inde                      |                             | Campa Cola,                                    |                                        |
| Asie      | Inde                      | Catch Spring Cola           |                                                |                                        |
| Asie      | Iran                      |                             | Afra-Cola                                      |                                        |
| Asie      | Iran                      | Eram-Cola                   |                                                |                                        |
| Asie      | Iran                      | Parsi-Cola                  |                                                |                                        |
| Asie      | Iran                      | Tika-Cola                   |                                                |                                        |
| Asie      | Iran                      | Topsia Cola                 |                                                |                                        |
| Asie      | Iran                      | Zam Zam Cola                |                                                |                                        |
| Asie      | Japon                     |                             | Fujisan Cola                                   |                                        |
| Asie      | Japon                     | Hard Spark Cola             |                                                |                                        |
| Asie      | Malaisie                  |                             | Freedom Cola                                   |                                        |
| Asie      | Pakistan                  |                             | Amrat Cola                                     |                                        |
| Asie      | Pakistan                  | Cola Next                   |                                                |                                        |
| Asie      | Pakistan                  | Gourmet Cola                |                                                |                                        |
| Asie      | Pakistan                  | Shandy Cola                 |                                                |                                        |
| Asie      | Phillipines               |                             | Zesto Cola                                     |                                        |
| Asie      | Sri Lanka                 |                             | Elephant House KIK Cola                        |                                        |
| Asie      | Thailande                 |                             | Est Cola,                                      |                                        |
| Asie      | Turquie                   |                             | Cola Turka                                     |                                        |
| Asie      | Turquie                   | Kristal Kola                |                                                |                                        |
| Asie      | Vietnam                   |                             | Number One Cola                                |                                        |
| Amériques | Argentine                 |                             | Bidu Cola                                      |                                        |
| Amériques | Argentine                 | Doble Cola                  |                                                |                                        |
| Amériques | Bolivie                   |                             | Coca Colla                                     |                                        |
| Amériques | Canada                    |                             | 1642 Cola                                      |                                        |
| Amériques | Canada                    | Bec Cola                    |                                                |                                        |
| Amériques | Canada                    | Kik Cola                    |                                                |                                        |
| Amériques | Cuba                      |                             | Tropi-Cola                                     |                                        |
| Amériques | Cuba                      | Tukola                      |                                                |                                        |
| Amériques | El Salvador               |                             | Salva Cola                                     |                                        |
| Amériques | États-Unis d'Amériques    |                             | C&C Cola                                       |                                        |
| Amériques | États-Unis d'Amériques    | Cricket Cola                |                                                |                                        |
| Amériques | États-Unis d'Amériques    | Double Cola                 |                                                |                                        |
| Amériques | États-Unis d'Amériques    | Faygo Cola                  |                                                |                                        |
| Amériques | États-Unis d'Amériques    | Grapette                    |                                                |                                        |
| Amériques | États-Unis d'Amériques    | Jolt Cola                   |                                                |                                        |
| Amériques | États-Unis d'Amériques    | Jones Cola                  |                                                |                                        |
| Amériques | États-Unis d'Amériques    | RC Cola                     |                                                |                                        |
| Amériques | États-Unis d'Amériques    | Red Rock Cola,              |                                                |                                        |
| Amériques | États-Unis d'Amériques    | Sam's Cola                  |                                                |                                        |
| Amériques | États-Unis d'Amériques    | Shasta Cola                 |                                                |                                        |
| Amériques | États-Unis d'Amériques    | Vess Cola                   |                                                |                                        |
| Amériques | États-Unis d'Amériques    | Zevia cola                  |                                                |                                        |
| Amériques | Mexique                   |                             | Tonicol                                        |                                        |
| Amériques | Nicaragua                 |                             | Kola Shaler                                    |                                        |
| Amériques | Pérou                     |                             | Beed Cola                                      |                                        |
| Amériques | Pérou                     | Inca Kola                   |                                                |                                        |
| Amériques | Pérou                     | Kola Escocesa               |                                                |                                        |
| Amériques | Pérou                     | Kola real                   |                                                |                                        |
| Amériques | Trinidad-et-Tobago        |                             | Cole Cold                                      |                                        |
| Amériques | Vénézuéla                 |                             | Frescolita                                     |                                        |
| Océanie   | Australie                 |                             | LA Ice Cola                                    |                                        |
| Océanie   | Australie                 | Splashe Cola                |                                                |                                        |
| Océanie   | Vanuatu                   |                             | Kava Cola                                      |                                        |
| Océanie   | Papouasie-Nouvelle-Guinée |                             | Gogo Cola                                      |                                        |
| Afrique   | Afrique du Sud            |                             | King Cola                                      |                                        |
| Afrique   | Algérie                   |                             | Ifri Cola                                      |                                        |
| Afrique   | Algérie                   | FC Cola                     |                                                |                                        |
| Afrique   | Algérie                   | Selecto                     |                                                |                                        |
| Afrique   | Burkina Faso              |                             | American Cola                                  |                                        |
| Afrique   | Côte d'Ivoire             |                             | American Cola                                  |                                        |
| Afrique   | Congo                     |                             | Festa Cola                                     |                                        |